# Sybrinus kabateki
Sybrinus kabateki är en skalbaggsart som beskrevs av Teocchi, Jiroux, Sudre, Jiroux och Henri L. Sudre 2007. Sybrinus kabateki ingår i släktet Sybrinus och familjen långhorningar. Inga underarter finns listade i Catalogue of Life.